# Встреча Иоакима и Анны у Золотых ворот (гравюра Дюрера)

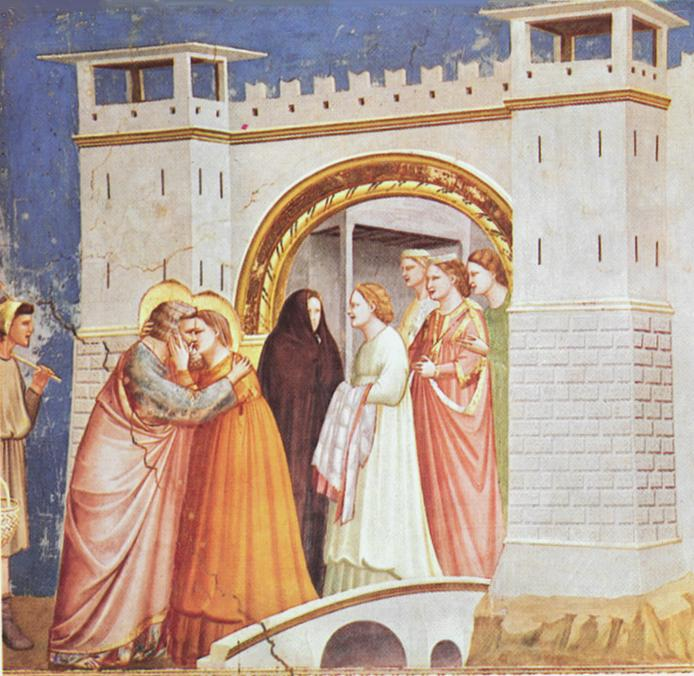
Джотто. Легенда о Святом Иоакиме; Встреча у Золотых ворот. Капелла Скровеньи, Падуя, 1305. Джотто в Капелле Скровеньи написал серию фресок, включающую всю историю родителей Марии

«Встреча Иоакима и Анны у Золотых ворот» — гравюра на дереве (1504) Альбрехта Дюрера из серии «Жизнь Марии». Ксилография изображает встречу родителей Девы Марии, Иоакима и Анны, у Золотых ворот Иерусалима после того, как Анна узнаёт, что она вскоре родит долгожданного ребёнка. Эпизод отсутствует в Новом Завете, но описан в Протоевангелии Иакова и других апокрифах.
Работа — одна из 16 гравюр на дереве из серии «Жизнь Девы Марии» Дюрера, над которой он работал с 1501 по 1511 год. «Встреча Иоакима и Анны…» — единственная датированная работа серии. В «Жизни…» Мария представлена как посредница между божественным и земным, однако не лишённая человеческих черт. Целиком серия была издана впервые в 1511 году. На обороте каждой гравюры был помещён латинский текст, написанный членом круга интеллектуалов Нюрнберга, аббатом бенедиктинского монастыря Бенедиктом Хелидониусом. Иоаким и Анна были женаты уже двадцать лет, но не имели детей. Бездетность супруги считали знаком того, что они отвергнуты Богом. На празднике посвящения в иерусалимском храме жертва Иоакима, считавшегося проклятым, была отвергнута. Иоаким отправился в пустыню на сорок дней поста и покаяния. Здесь ангел извещает его, что жертвоприношение принято Богом, и скоро у него будет дочь. В это время в Назарете Анна возносит молитвы в слезах. Ангел сообщает Анне о её предстоящей беременности и направляет к городским воротам, где она увидит мужа. Хелидониус так описывает этот момент: «Обрадованная Анна бросилась в объятия мужа, вместе они радовались чести, которая должна была быть предоставлена им в виде ребёнка, ибо они знали от небесного посланника о том, что ребёнок будет царицей, великой на небе и на земле».  Встреча у Золотых ворот — самый популярный сюжет из истории Иоакима и Анны в изобразительном искусстве Северной Европы XV века.
Дюрер здесь, как и во многих других своих произведениях, следует за относящимся к эпохе раннего Возрождения представлении о картине как открытом окне, через которое зритель видит мир. Он обрамляет пожилую пару и свидетелей происходящего декорированной ренессансной аркой. Объединение художником мотивов классических и современных должно было сделать произведение ближе и понятнее аудитории. По мнению критика Л. М. Грейвз, «этим отпечаткам удаётся объяснить священное, в то же самое время открыть сцены домашней, ренессансной жизни. Они — красивая смесь святого и светского. Кроме того, гравюры на дереве — форма искусства, которая даёт простор воображению и оставляет место для мечты». 